# Simão Rodrigues
Simão Rodrigues (Vouzela, 1510 – Lisbona, 15 luglio 1579) è stato un gesuita portoghese.

## Biografia

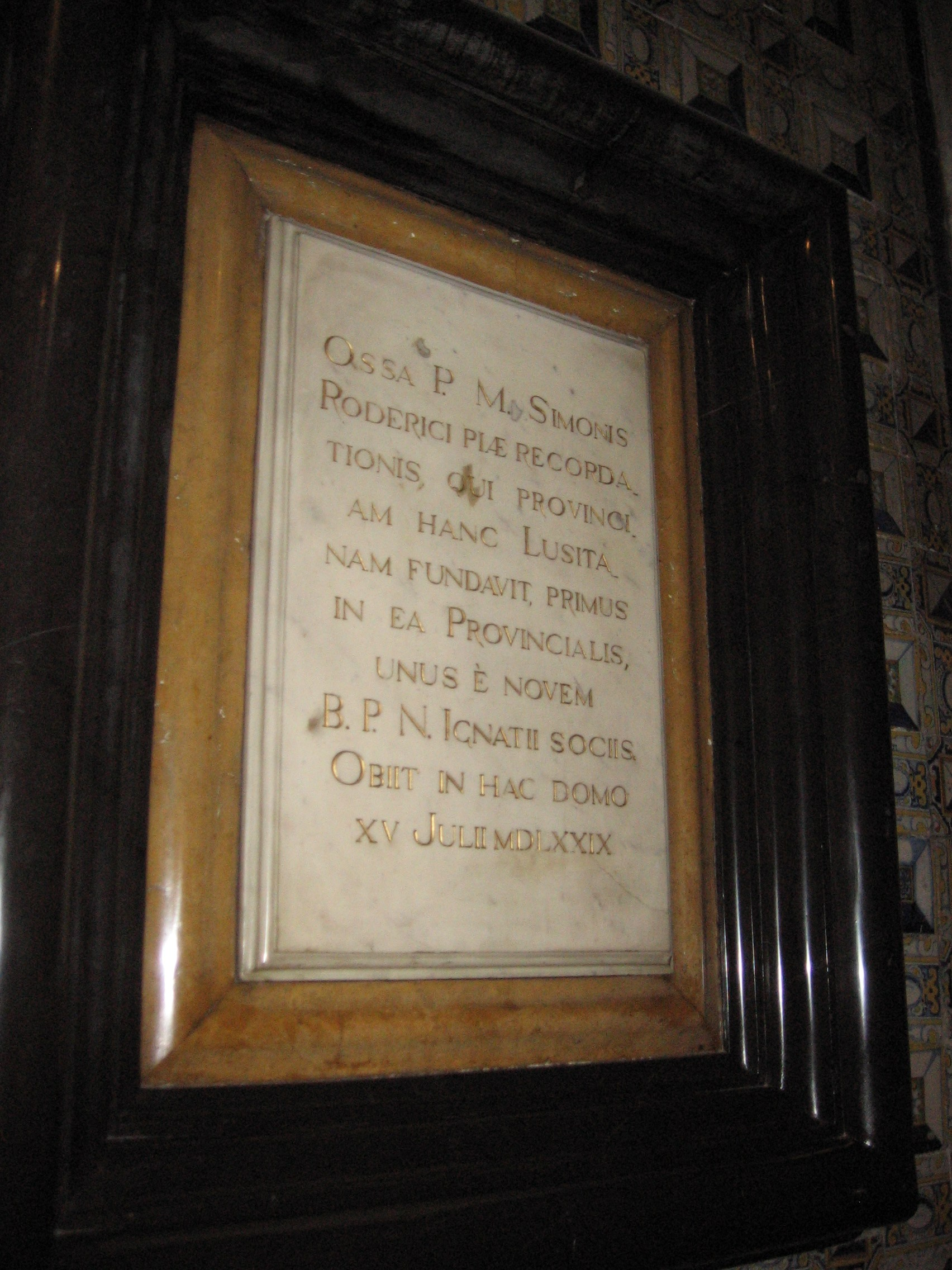
Placca commemorativa a Simao Rodrigues

Di nobile famiglia portoghese, si trasferì a Parigi per motivi di studio e, agli inizi del 1534, vi conobbe Ignazio di Loyola e si unì alla sua comunità: il 15 agosto successivo, nella chiesa di San Pietro a Montmartre, assieme ai compagni fece voto di recarsi in Terra santa e di mettersi al servizio del papa, dando origine a quella che poi sarebbe diventata la Compagnia di Gesù (approvata da papa Paolo III nel 1540).
Quando Giovanni III decise di impiegare i gesuiti nell'evangelizzazione dei suoi possedimenti d'oltremare, Ignazio inviò a Lisbona Rodrigues e Francesco Saverio: il Saverio partì per l'India nel 1541, mentre Rodrigues rimase in Portogallo per organizzare la provincia dell'ordine.
Nel 1545 Rodrigues divenne anche precettore del figlio del re di Portogallo Giovanni III.
Rodrigues riscosse grandi successi e la sua divenne una delle province più numerose dell'ordine, ma governò la provincia in maniera autoritaria e senza tenere conto delle decisioni dei superiori; si alienò anche il sostegno di Giovanni III: per evitare di rimuoverlo, Ignazio nel 1551 lo trasferì alla nuova provincia d'Aragona, ma nel 1553 Rodrigues tornò senza permesso in Portogallo, causando una grave crisi nell'ordine.
Nel 1553 Rodrigues venne rimosso da ogni sua carica, convocato a Roma da Ignazio, giudicato da una commissione di quattro religiosi (tra cui Juan de Polanco, segretario di Ignazio) e condannato a due anni di semi-isolamento (pena sospesa) e all'esilio perpetuo dal Portogallo: Rodrigues, che inizialmente accettò con umiltà la sentenza, si ritirò poi offeso a Bassano.
Dopo la morte di Ignazio, ormai anziano, ottenne di potersi ritirare in Portogallo, dove morì nel 1579.